# Dominique Lemoine
Dominique Lemoine (Doornik, 12 maart 1966) is een voormalig Belgisch voetballer.
Hij werd opgeleid bij US Valenciennes en begon zijn professionele carrière bij KV Kortrijk in 1983 op zeventienjarige leeftijd.
In 1986 stapte hij over naar KSK Beveren waar hij twee seizoenen speelde. Nadien vertrok hij naar de Franse Tweede klasse bij FC Mulhouse. De club uit de Elzas eindigde eerste in haar groep en steeg naar de Division 1 in 1989 waaruit het echter na een seizoen terug uit degradeerde.
Lemoine keerde daarop in 1990 terug naar Kortrijk. Na twee seizoenen vertrok hij naar de buren uit Moeskroen, bij Excelsior Moeskroen beleefde hij de beste jaren van zijn carrière. Hij bleef er vijf seizoenen en scoorde 41 doelpunten in 127 competitiewedstrijden. De club heeft op dat moment de broers Émile en Mbo Mpenza in hun rangen, met Dominique Lemoine op het middenveld als draaischijf en aangever.
Op 11 februari 1997 maakt hij zijn debuut als international tijdens een vriendschappelijke wedstrijd in Belfast tegen Noord-Ierland (3-0 nederlaag). Hij zou dat jaar nog drie keer uitkomen bij de Rode Duivels. 
In april 1997 probeert hij zijn geluk in de Spaanse Primera División bij RCD Espanyol, maar mag slechts acht keer aantreden in het eerste elftal. In januari 1998 stapte hij over naar Standard Luik, waar hij slechts vijf keer in de basis staat.
Hij beëindigde zijn carrière als amateur bij RAEC Mons in 1999-2000.